# Mahadevathan
Mahadevathan es un pueblo ubicado en el distrito de Katmandú, provincia de Bagmati, Nepal.

## Superficie
Cuenta con una superficie de 7 kilómetros cuadrados.

## Demografía
Datos hasta 2015
- Población: 23 818 habitantes.[1]
- Densidad de población: 3,394 habitantes por kilómetro cuadrado.[1]
- Población masculina: 11 893 (49,9%).[1]
- Población femenina: 11 925 (50,1%).[1]